# Люки Кірквуда

Розподіл астероїдів за періодами обертання, що наочно показує наявність люків Кірквуда

Лю́ки Кірквуда (також проміжки Кірквуда, в астрономії) — відсутність деяких конкретних значень періоду обертання астероїдів головного поясу. Зокрема, у поясі астероїдів практично немає об'єктів із періодами обертання, що співвідносяться з періодом обертання Юпітера як невеликі цілі числа (наприклад, 1:2, 1:3, 2:5 та ін.) У той же час за іншими параметрами орбіти (наприклад, кутовий момент тощо) таких проміжків не спостерігається.
Названо на честь американського астронома Деніела Кірквуда, що виявив їх 1866 року.
Сучасні теорії пов'язують утворення люків Кірквуда з резонансними коливаннями в системі «астероїд — Юпітер». Орбіти астероїдів, що потрапляють у відповідний проміжок, під впливом гравітації Юпітера поступово змінюються, тому відповідні проміжки залишаються порожніми.